# Louise-Charlotte de Noailles
Louise-Charlotte de Noailles, duchesse de Duras (1745-1832), est une mémorialiste française. Elle occupe le poste de dame du palais de Marie-Antoinette d'Autriche de 1770 à 1791.

## Biographie
Louise-Charlotte de Noailles est la fille de Philippe de Noailles et d'Anne-Claude-Louise d'Arpajon. En 1760, elle épouse Emmanuel-Céleste de Durfort, duc de Duras (1741-1800), avec qui elle a un fils, Amédée-Bretagne-Malo de Durfort (1771-1838).

### Vie à la cour
En 1767, elle est nommée dame du Palais de Marie Leszczynska, aux côtés de sa mère qui est la première dame d'honneur de la reine. En 1770, elle est, comme sa mère et de nombreux membres de la maison de la défunte reine, nommée pour servir Marie-Antoinette d'Autriche à son arrivée en France. Sa mère redevient alors première dame d'honneur au service de Marie-Antoinette.
La duchesse de Duras est décrite comme très instruite et cultivée, et jouit du respect de tous pour sa réputation d'érudite . Lorsque Victoire de Rohan-Soubise doit être remplacée au poste de gouvernante des enfants de France en 1782, Louise-Charlotte de Noailles et Laure-Auguste de Fitz-James, princesse de Chimay, sont considérées comme les candidates les plus appropriées pour le poste. Cependant, Marie-Antoinette refuse la princesse de Chimay en raison de sa religiosité trop sévère et la duchesse de Duras parce qu'elle ressentait une certaine infériorité académique à son égard, et choisit à la place Gabrielle de Polastron .
Selon les témoignages, Marie-Antoinette ressentait en effet une certaine infériorité envers Louise-Charlotte de Noailles en raison de l'éducation et des connaissances de celle-ci, et était donc quelque peu mal à l'aise en sa présence . Leur relation est donc plus professionnelle qu'amicale. Cependant, la reine ressentait aussi du respect pour elle, et c'est donc souvent la duchesse de Duras qui est choisie pour corriger la reine quand elle faisait une erreur, comme lorsque Marie-Antoinette a souhaité aller au théâtre juste un jour après la mort de son amie proche, Thérèse-Lucy de Rothe, ce qui lui a fait une bien mauvaise publicité.
Lors de la visite de son frère l'empereur Joseph II en 1777, Marie-Antoinette choisit ainsi souvent la duchesse de Duras pour l'accompagner lors de ses visites, car elle s'attendait à ce qu'elle fasse une impression plus favorable sur Joseph que ses amies les plus proches, qu'il avait sévèrement critiqué.

### La Révolution
Louise-Charlotte de Noailles reste en service à la cour après le déclenchement de la Révolution française et le déplacement de la cour de Versailles à Paris après la marche des femmes sur Versailles.
Elle démissionne en 1791, avec un certain nombre d'autres membres de la maison royale, après la fuite de Varennes, lorsque le gouvernement réforme la maison du roi et abolit plusieurs anciennes coutumes de cour et privilèges d'étiquette, tels que le tabouret de grâce . Son époux et son fils émigrent tous deux, son mari faisant partie de l'Armée des Émigrés.
Elle se retire avec ses parents dans leur château de Mouchy-le-Châtel dans l'Oise en septembre 1792 . Le 25 août 1793, ils sont assignés à résidence sur leur domaine conformément au décret des ennemis potentiels de l'État. Le 6 octobre, Louise-Charlotte de Noailles est transférée à Beauvais et de là à Chantilly, tandis que ses parents sont transférés à la prison de La Force à Paris dix jours plus tard. Ses parents, sa belle-sœur Louise de Noailles, ainsi que sa tante Catherine de Cossé-Brissac et sa cousine Henriette-Anne-Louise d'Aguesseau sont tous exécutés entre juin et juillet 1794. Elle-même reste en prison et est libérée après la chute de Robespierre. Elle s'installe alors avec sa belle-mère, Louise-Françoise de Coëtquen (1724-1802).
Les mémoires de Louise-Charlotte de Noailles, retraçant sa vie pendant la Révolution française, ont été publiés.

### Œuvre
- Journal des prisons de mon père, de ma mère et des miennes, 1889, Paris, Librairie Plon, in 12°, 322 pages.

## Sources
- http://www.chateauversailles-recherche-ressources.fr/jlbweb/jlbWeb?html=notdictionary&ref=148
- Louise Henriette Charlotte Philippine (de Noailles) de Durfort, duchesse de Duras, Journaux de prison pendant la Révolution française, New York, 1892.